# William Ramsay
Sir William Ramsay (n. 2 octombrie 1852, Glasgow, Regatul Unit al Marii Britanii și Irlandei – d. 23 iulie 1916, High Wycombe, Anglia, Regatul Unit al Marii Britanii și Irlandei) a fost un chimist britanic, profesor universitar la Bristol și Londra laureat al Premiului Nobel pentru chimie în anul 1904, pentru descoperirea elementelor gazoase inerte din aer. Alături de Lordul Rayleigh a descoperit, în 1894, un nou element, denumit argon, aparent inert din punct de vedere chimic; și-au anunțat descoperirea la începutul anului 1895.

## Motivația Juriului Nobel
„ca recunoaștere pentru descoperirea gazelor inerte și a găsirii locului lor în tabelul periodic al elementelor”

## Viața
William Ramsay s-a născut în Queen’s Crescent, Glasgow. Ambii părinți proveneau din familii cu trecut științific. William  avut parte de o educație care i-a asigurat o veritabilă erudiție, începută în orașul natal, la Academia din Glasgow și Universitatea din Glasgow, unde a studiat matematică și literatură. Era considerat excepțional în tot ce făcea: sport, limbi străine, matematică sau muzică. A încercat chiar și fabricarea sticlei și își prepara singur vasele pentru substanțele din laborator.
Unicul copil al familiei Ramsay trebuia să devină ministru, în viziunea părinților săi, însă interesul său pentru știință l-a condus către chimia organică. După terminarea studiilor universitare, a decis să urmeze cursurile Universității din Tubingen, alături de Wilhelm Rudolph Fittig. În Germania și-a sfârșit cursurile universitare cu o teză de doctorat cu tema Investigația acidului toluic și nitrotoluen, prezentată în 1872.
William Ramsay a desfășurat o bogată activitate didactică universitară cu începere din anul 1871 - la Glasgow, Bristol și Londra. În 1872 lucrează la Laboratorul Fittig din Tübingen. Din 1874 este asistent în chimie la Universitatea din Glasgow. În 1880 este numit director și profesor de chimie în cadrul Colegiului Universitar din Bristol. Primele două decenii din cariera lui Ramsay au fost ocupate de studii comparative. Abia în 1892 a început cercetările ce aveau să-i aducă Premiul Nobel mai târziu.
A avut contribuții importante în chimia organică, chimia anorganică și chimia fizică. A cercetat structura moleculară a lichidelor pure și a explicat în 1879 mișcarea browniană ca rezultat al șocurilor moleculare. A descoperit gazele nobile ( argonul, (1894), în colaborare cu Lord Rayleigh)  și gazele inerte (kripton, neon, xenon, 1895), împreună cu Morris Travers și a determinat locul lor în sistemul periodic al elementelor lui Mendeleev, a obținut (1895) heliul.
În anul 1903, alături de Frederick Soddy a anunțat izolarea ultimului membru al seriei de gaze: radonul, pe care l-a numit „emanație de radiu” și a determinat masa atomică a radonului. A efectuat studii privind aerul atmosferic.  Ramsay a demonstrat, de asemenea, că în dezintegrarea radiului are loc o emisie de particule alfa, încărcate cu nuclei de heliu. După această descoperire, în cercetările sale, Ramsay a crezut că a reușit să producă o transformare a cuprului în litiu și a thorului în carbon, expunând aceste materiale la dezintegrare cu radiu. Aceste presupuneri s-au dovedit a fi false, însă au fost importante, deoarece au sugerat că energia și particulele prezente în dezintegrările nucleare naturale pot transforma nucleii într-unii mai stabili.
În 1904, a primit Premiul Nobel pentru Chimie.
Sir William Ramsay a devenit membru al Societății Regale în 1888, iar în 1902 a fost numit cavaler. A fost decorat cu medalii de aur în Franța, Germania și Marea Britanie. Pe lângă aceste dovezi de recunoștință, a devenit membru onorific al unui mare număr de universități și academii din țări ca Irlanda, Olanda, Germania, România și Norvegia. A fost numit comandant al Coroanei în Italia și ofițer al Legiunii de Onoare. A fost membru de onoare al Academiei Române.